# 方性出
方 性出（パン・ソンチュル、朝鮮語: 방성출、1924年10月4日 - 1989年12月1日または12月4日）は、大韓民国の陸軍軍人、政治家。第6代韓国国会議員。本貫は温陽方氏。

## 経歴
日本統治時代の慶尚南道咸安郡漆原面出身。馬山中学校卒、延禧大学校商科中退。陸軍士官学校、檀国大学校商科卒。国家再建最高会議経理室長を経て陸軍准将として予備役編入。政界入り後は民主共和党慶尚北道第7地区党委員長・中央常任委員、第6代国会議員を歴任した。
1980年代以降は政界を離れ、社団法人共産圏問題研究所の理事長を務めたが、1982年には病気により辞任した。1989年12月4日、国軍首都統合病院で高血圧により死去した。享年65。

## 賞勲
- 銀星忠武勲章[1]

## 不祥事
第7代総選挙直前の1967年3月3日、映画監督の白序雲により詐欺および名誉毀損の疑いでソウル地方検察庁に告訴された。訴状によると、白は1964年10月、警察をテーマにした映画の制作中に資金難が発生し撮影が中断した。その時、方が白に接近し、内務部の補助金を斡旋できると言った後、白から交際費として10万ウォンを受け取って着服した。また、同じく1967年の8月23日、金斗漢ら6名の第6代国会議員と共に仮払金返還請求訴訟にも巻き込まれた。